# 折原栞
折原 栞（おりはら しおり、1981年10月1日 - ）は、日本の元AV女優。

## 略歴
東京都出身。2001年10月、『Premium』でトライハートコーポレーションからAVデビュー。

## 作品

### アダルトビデオ
2001年
- Premium（10月26日、トライハート）
- Endless エクスタシー（11月30日、トライハート）
- 折原栞はレンタル中（12月21日、トライハート）

2002年
- タマにはしゃぶりたい（1月31日、トライハート）
- ミルキースープ ～ぶっかけゴックン食ザーFUCK!～（4月15日、MOODYZ）
- 美人OL監禁（5月22日、MOODYZ）
- 女子校生監禁凌辱 鬼畜輪姦41 兄妹相姦篇（6月8日、アタッカーズ）
- 薄幸美少女 蛇縛の復讐連鎖（8月8日、アタッカーズ）
- ブラックザーメン in L.A.（10月15日、MOODYZ）
- ALL thats SexiA（12月22日、トライハート）他9名出演

2003年
- [放尿作品集] ゴールデン シャワー（3月1日、MOODYZ）他多数出演
- Back! Hip! Fuck! 2（5月1日、MOODYZ）他多数出演
- ブラック乱交 in L.A.（8月1日、MOODYZ）共演:叶結香里
- 淫女伝説 VOL.2 18人の堕天使たち（9月26日、笠倉出版社）他17名出演
- MOODYZ 2003年1月～6月作品集（10月1日、MOODYZ）他多数出演
- 蛇縛の女子校生Select（10月8日、アタッカーズ）他出演:新堂真美、江藤七海
- 死夜悪アンソロジー6（11月8日、アタッカーズ）他多数出演

2004年
- 死夜悪THE BEST 31 ～鬼畜輪姦セレクト11～ 鬼畜の餌食となる9人の女子校生（1月8日、アタッカーズ）他8名出演
- 黒人乱交BEST（1月15日、MOODYZ）他13名出演
- 蛇縛アンソロジー5（3月8日、アタッカーズ）他多数出演

2005年
- 午後の人妻たち（1月25日、GPミュージアムソフト）他出演:湯川えり

2006年
- ATTACKERS ANTHOLOGY 乱田舞監督作品集（9月7日、アタッカーズ）他多数出演
- ブラックザーメンinL.A. 4時間DX（12月8日、Lightning）他出演:深芳野

2007年
- あのAV女優のデビュー作（4月13日、ネオアトラス）他出演:桜菜々、佐々木空、かとりこのみ
- 女子校生監禁凌辱 鬼畜輪姦 COMPLETE BOX 6（6月7日、アタッカーズ）他出演:みなみゆい、桃井望、森町ここみ、星月まゆら
- PREMIUM TICKET 20（6月13日、ネオアトラス）
- 衝撃レイプ S級女優12人が犯された!（10月7日、暗黒映像出版）他11名出演